# Мистюков, Андрей Петрович
Андрей Петрович Мистюков (28 октября 1919, Величаевское, Ставропольская губерния — 20 апреля 1987, Липецк) — советский композитор и музыкальный организатор, знаток и хранитель национального песенного искусства. Заслуженный артист РСФСР (1960), заслуженный деятель искусств РСФСР (1981).

## Биография
В 1938 поступил в Свердловский педагогический институт. В том же году осуждён и приговорён к трём годам заключения за создание есенинского кружка.
В 1942—1946 работал музыкальным руководителем ансамбля в ремесленном училище Магнитогорска. В 1952 закончил дирижёрско-хоровое отделение Киевской консерватории и начал работу в Государственном Воронежском русском народном хоре в качестве главного хормейстера.
С 1957 года жил и работал в Липецке. Создал ансамбль песни и пляски профтехобразования. Основатель (1962) и многолетний руководитель народного хора новолипецких металлургов. В 60-х годах, в хоре под его управлением работала хореографическая группа в которой танцевала юная Г. П. Шелякина.
В 1968-1973 - концертмейстер и художественный руководитель Государственного Воронежского русского народного хора. В 1973 вернулся в Липецк и вновь возглавил хор новолипецких металлургов.
За большой личный вклад в развитие народного песенного творчества и культурного просвещения трудящихся А. П. Мистюков награждён золотой медалью ВДНХ (1975). Ему было присвоено звание «Заслуженный артист РСФСР» (1960) и «Заслуженный деятель искусств РСФСР» (1981). С 1987 русский народный хор новолипецких металлургов носил имя А. П. Мистюкова, в результате административного конфликта по реконструкции ДК металлургов коллектив распался во второй половине 2000-х годов.

Улица Мистюкова в Липецке

В 2006 году постановлением городского совета имя А. П. Мистюкова присвоено новой улице в 28-м микрорайоне Липецка.
С 1991 года в Липецкой области проводится Всероссийский фестиваль народного творчества имени заслуженного деятеля искусств РСФСР А.П. Мистюкова.